# Mycodrosophila penihispidus
Mycodrosophila penihispidus är en tvåvingeart som beskrevs av Sundaran och Gupta 1991. Mycodrosophila penihispidus ingår i släktet Mycodrosophila och familjen daggflugor. Inga underarter finns listade i Catalogue of Life.